# المقضض (السوادية)

تعديل مصدري - تعديل

المقضض هي إحدى قرى عزلة الحراتيك بمديرية السوادية التابعة لمحافظة البيضاء، بلغ تعداد سكانها 291 نسمة حسب تعداد اليمن لعام 2004.